# Quel tesoro di papà
Quel tesoro di papà è un film del 1959 diretto da Marino Girolami.

## Trama
Marina, figlia di un nobile napoletano squattrinato, si innamora di Franco, un giovane autista. La zia si oppone a questa relazione perché Franco, pur gentile ed educato, non appartiene ad una famiglia altolocata come i ragazzi che le propone come pretendenti. Il padre di Marina prende invece le parti dei due innamorati ma viene costretto a lasciare Napoli e a girare con una compagnia di avanspettacolo per poter sopravvivere. Dopo qualche tempo il padre torna in città e cerca di accelerare il matrimonio fra i due, adoperandosi per far lavorare anche Franco nella compagnia.
In realtà Franco è il marchese Dericori e appartiene a una famiglia aristocratica, tra le più in vista nella città, ma ha voluto fingersi di umili origini per mettere alla prova la sincerità di Marina. Dopo vari colpi di scena ogni equivoco viene chiarito, la zia rinuncia a ogni opposizione essendo venuta a conoscenza della vera identità del giovane e dà l'approvazione alle nozze.